# Nannochelifer litoralis
Espèce
Nannochelifer litoralis est une espèce de pseudoscorpions de la famille des Cheliferidae.

## Distribution
Cette espèce se rencontre au Kenya et en Somalie.

## Habitat
Cette espèce se rencontre dans l'estran

## Description
Les mâles mesurent de 1,3 à 1,4 mm et la femelle 1,3 mm

## Publication originale
- Beier, 1967 : Pseudoskorpione aus dem tropischen Ostafrika (Kenya, Tansania, Uganda, etc.). Annalen des Naturhistorischen Museums in Wien, vol. 70, p. 73-93.